# Chirotica ruginota
Chirotica ruginota är en stekelart som beskrevs av Henry Keith Townes, Jr. 1983. Chirotica ruginota ingår i släktet Chirotica och familjen brokparasitsteklar. Inga underarter finns listade i Catalogue of Life.